# Cikavac
Cikavac era una creatura mitica nella mitologia serba, immaginato come un animale alato (un uccello con un lungo becco e una sacca) .
Un cikavac poteva essere ottenuto prendendo un uovo da una gallina nera, il quale avrebbe dovuto essere trasportato dopo da una donna sotto la sua ascella per quaranta giorni, durante i quali non si sarebbe dovuta confessare, tagliare le unghie, lavarsi la faccia o pregare. Un cikavac avrebbe poi succhiato il miele e il latte dagli alveari e dal bestiame altrui per portarlo al suo padrone, avrebbe soddisfatto ogni suo desiderio e l'avrebbe anche reso in grado di comprendere il linguaggio degli animali.